# Taifa di Badajoz
La  Taifa di Badajoz era uno dei diversi regni (o Taifa) musulmani della penisola iberica, durante l'Alto Medioevo, in vari momenti della storia andalusa, la cui capitale era la città di Badajoz.
Sebbene i suoi antecedenti come territorio indipendente risalgano alla dinastia Marwanide (875-930), dopo la frammentazione del Califfato di Cordova, all'inizio dell'XI secolo, Badajoz, nel 1013, divenne uno dei centri più estesi e importanti della penisola iberica, fino a quando fu invasa dagli Almoravidi, nel 1150.
A metà del XII secolo, con la perdita di vigore del potere Almoradidense, sorse a Badajoz una seconda taifa, che fu conquistata dall'impero almohade.
Dopo la sconfitta subita dagli almohadi nella battaglia di Las Navas de Tolosa (1212), la taifa di Badajoz, per la terza volta, divenne indipendente e riuscì ad imporsi come una delle più importanti taifa della penisola iberica, pur con meno peso di prima, fino alla conquistata da parte di Alfonso IX di León, avvenuta nel 1230.

## Storia

### Antecedente come regno indipendente
Dopo la fondazione di Badajoz, Ibn Marwan, nell'875 dichiarò la città libera da imposte e indipendente dall'emirato di Cordova, come riporta anche lo storico Rafael Altamira, divenendo, secondo il Muslim Spain and Portugal: A Political History of al-Andalus, la sua residenza.
Dopo esserne stato cacciato, nell'880 Ibn Marwan rientrò nei suoi territori allargando i suoi domini verso sud in direzione di Siviglia, arrivando, assieme ad altri ribelli, ad occuparne i dintorni, nell'889.

Ibn Marwan morì nell'890 e i suoi discendenti persero diversi territori, ma mantennero sempre il possesso di Badajoz, sino al 929, quando venne riconquistata dal califfo, Abd al-Rahman III.

### Prima taifa

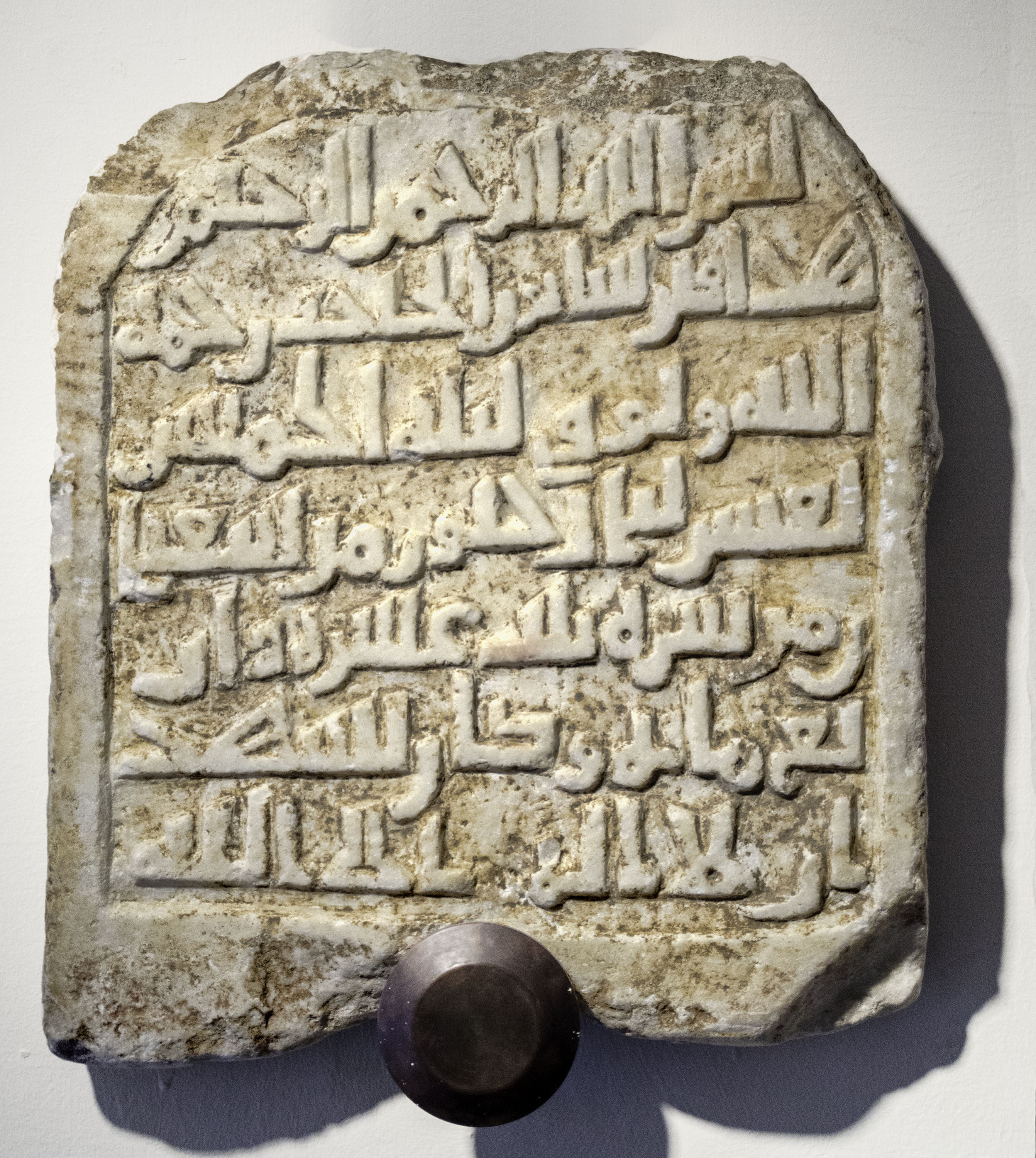
Lapide di Sabur, conservata nel Museo Arqueológico Provincial di Badajoz.

Sabur al-Saqlabi, un cortigiano di Al-Hakam II divenuto alla sua morte, secondo la Historia del Reino de Badajoz, governatore dell'Algarve, approfittò della disintegrazione del Califfato di Cordova per fondare, nel 1013, questa taifa, come riportano sia la Muslim Spain and Portugal: A Political History of al-Andalus che lo ritiene un berbero, che la The History Of The Mohammedan Dynasties In Spain Vol II, che ritiene Sabur un eunuco, che controllava gran parte dell'antica Lusitania, compreso Mérida e Lisbona, come riporta la Histoire des Almohades / d'Abd el- Wâh'id Merrâkechi. Sapur regnò dal 1013 al 1022, quando, secondo Un reyezuelo de Badajoz morì nel novembre 1022.
Alla sua morte gli succedette un altro berbero, 'Abd Allah b. Muhammad b. Maslama b. al-Aftas, che era stato investito del titolo di visir da Sabur e che fu il primo della dinastia Aftasidi ed assunse il titolo di al-Mansur (Almanzor I). Secondo Muslim Spain and Portugal: A Political History of al-Andalus fu in conflitto con la Taifa di Siviglia, che dal 1027 al 1034 ebbe il controllo della Taifa di Badajoz; in quel periodo, nel 1030, rinforzò le mura di Badajoz. Almanzor I morì nel dicembre 1045.
Alla sua morte gli succedette il figlio, Abu Bakr Muhammad ibn Abdallah, che prese il titolo di Modafar, come riporta la Historia del Reino de Badajoz e che fu un valente poeta. Durante il suo regno vi fu un'avanzata cristiana, guidata da Ferdinando I di León, che portò alla perdita di Lamego, Viseu e Seia, tra il 1057 e 1058 e di Coimbra, nel 1064.

Mohamed Abu-bakr morì nel 1068 e gli succedette il figlio Yahya.

Regni di Taifa nel 1080

Yahya ibn Abu Bakr Muhammad (o Almanzor II di Badajoz) succedette al padre e, dal 1070, riprese la guerra con la Taifa di Siviglia, mentre il fratello, Abu Muhammad Omar, governatore di Évora, non volle riconoscere la supremazia di Yahya e governò una parte della Taifa di Badajoz, mentre Yahya governava la parte restante.
Nel 1076 i Cristiani occuparono Coria.
Nel 1080 Yahya soccorse la Taifa di Toledo, attaccata dal re Alfonso VI di León, obbligando quest'ultimo a rientrare in Castiglia. Yahya morì inaspettatamente, senza lasciare discendenza, a Merida, nel 1081.
Dopo aver ricevuto la notizia della morte di Yahya, il fratello Abu Muhammad Omar si recò a Badajoz, si fece riconoscere re della Taifa e nominò i tre figli governatori di Évora, Merida e Santarem; anche la Histoire des Almohades / d'Abd el- Wâh'id Merrâkechi riporta che la Taifa fu governata da Abu Muhammad Omar, che assunse il nome di al-Motawkkil Alallah. Nel 1086 Abu Muhammad Omar combatté, al fianco degli Almoravidi, le truppe cristiane nella Battaglia di al-Zallaqa (vicinissima a Badajoz). Ma dopo che Yūsuf ibn Tāshfīn, califfo degli Almoravidi ebbe fatto ritorno in al-Andalus, conquistò i regni di Taifa e nel 1094, con il favore della popolazione, conquistò Badajoz e uccise al-Muttawakil e due dei suoi figli, Fadl e Abbas. Il terzo riuscì a fuggire ed a raggiungere Alfonso VI di León.

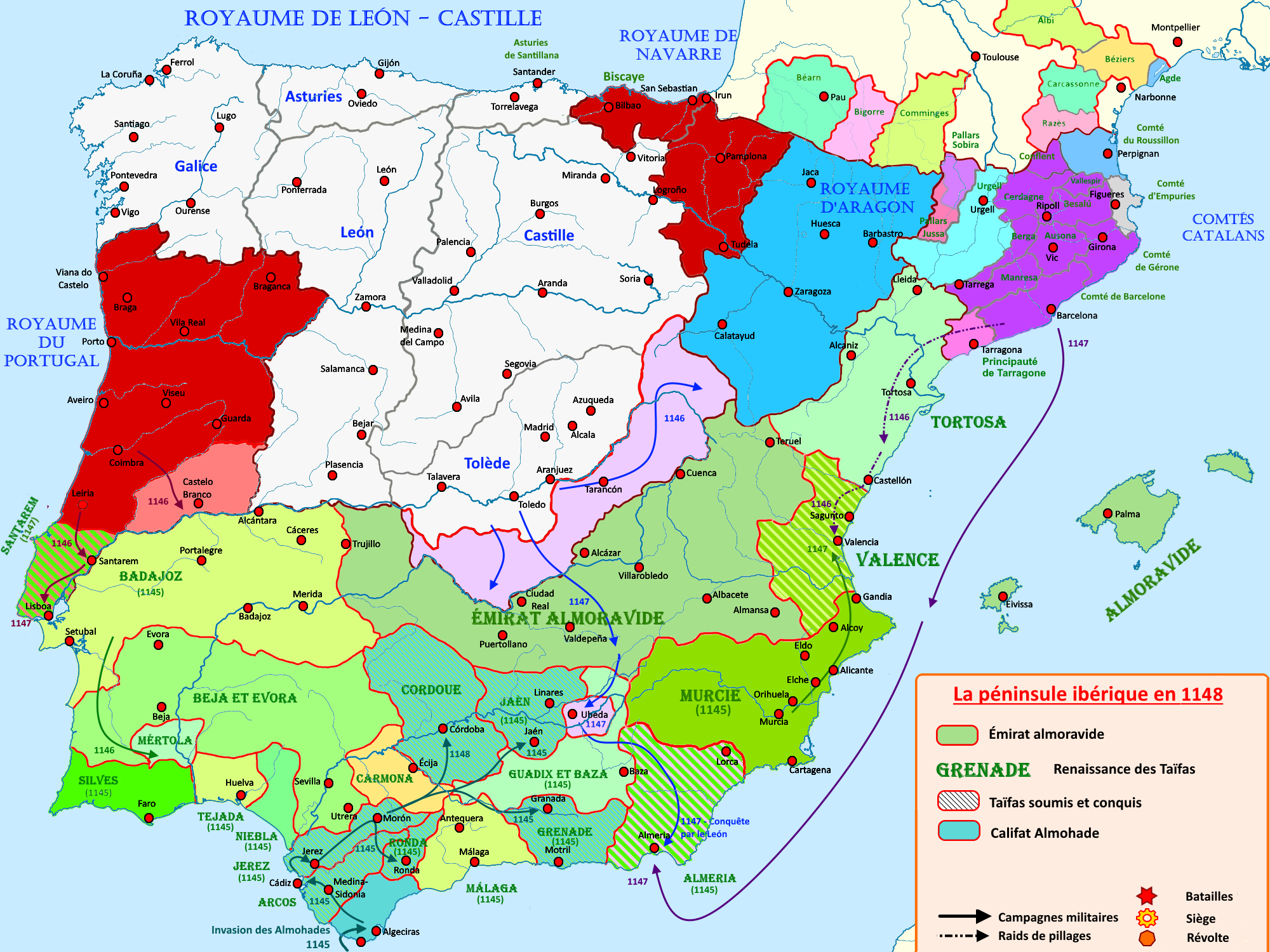
Regni di Taifa nel 1148

### Seconda taifa
Nel 1144 gli Almoravidi furono attaccati e sconfitti dagli Almohadi nella loro stessa terra, l'attuale Marocco, e dovettero ritirarsi da al-Andalus e furono cacciati anche da Badajoz. Nella parte occidentale della penisola iberica, a Mértola ebbe luogo la rivolta del sufi Abū ʾl-Qāsim Aḥmad ibn al-Ḥusayn ibn Qasī. Allo stesso modo Sidray ibn Wazir al-Qaysi si ribellò a Beja e riconobbe Ibn Qasī. Nel 1145 Sidray conquistò Badajoz e smise di riconoscere Ibn Qasī.
Emiri di Badajoz
- Sidray ibn Wazir (1145-1146)
- Muhammad ben Ali ben al-Hachcham (1146-1150)

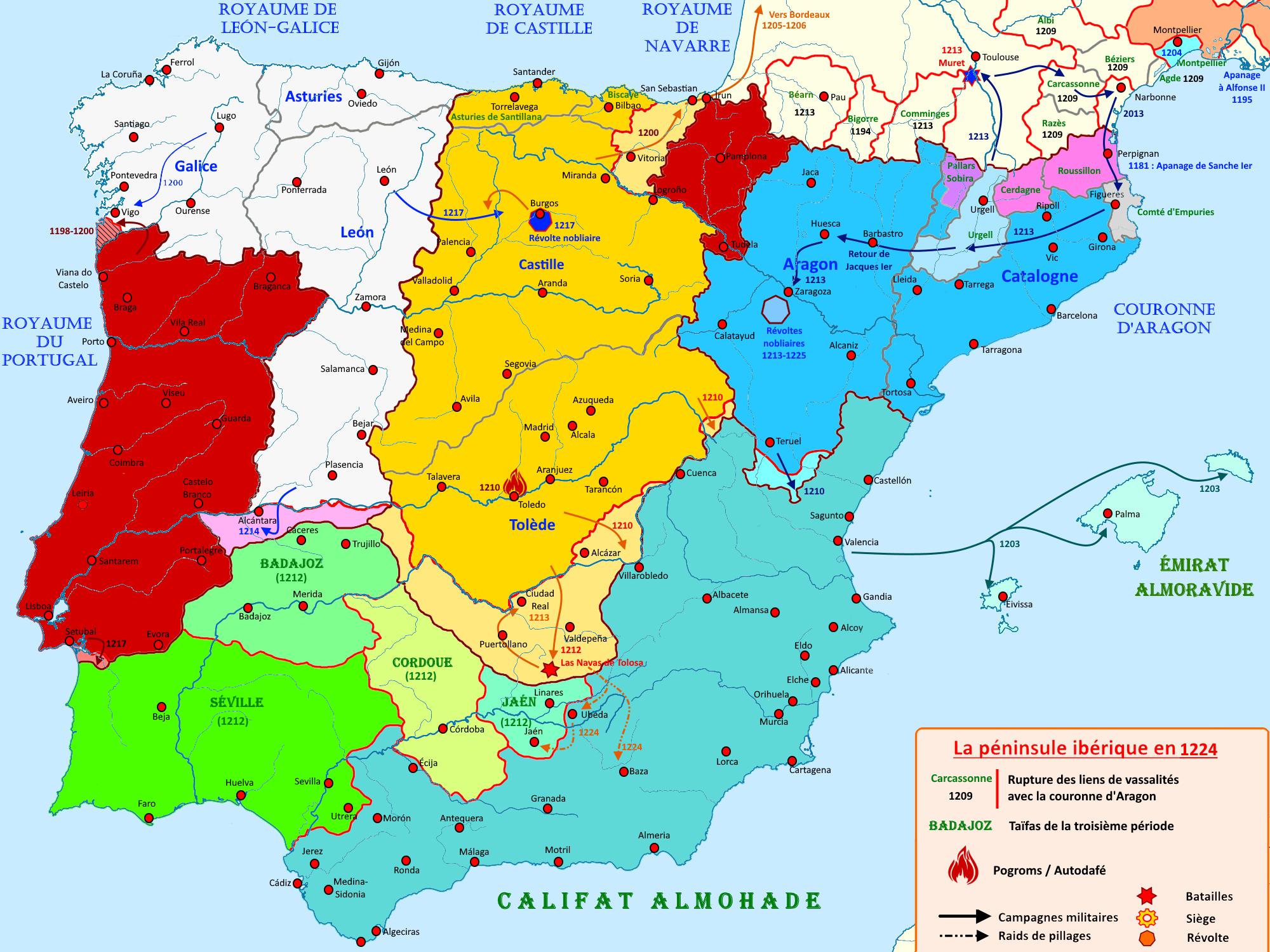
Regni di Taifa nel 1224

Questo periodo si concluse con l’avvento al potere degli Almohadi che occuparono la Taifa nel 1150.

### Terza taifa
Dopo la sconfitta nella Battaglia di Las Navas de Tolosa (1212) il potere almohade nella penisola fu notevolmente indebolito e il loro dominio divenne puramente teorico, proliferando nuove taifa che si sarebbero dichiarate indipendenti.
In questa situazione la taifa di Badajoz, tornata indipendente, continuò a imporsi come una delle più importanti, pur senza la forza di prima, fino alla conquista e annessione del regno da parte di Alfonso IX di León, il quale entrò nella città di Badajoz il 19 marzo del 1230.

### Fonti primarie
- (FR)  Histoire des Almohades / d'Abd el- Wâh'id Merrâkechi
- (EN)  The History Of The Mohammedan Dynasties In Spain Vol II
- (EN)  Muslim Spain and Portugal: A Political History of al-Andalus

### Letteratura storiografica
- Rafael Altamira, Il califfato occidentale, in Storia del mondo medievale, vol. II, 1999, pp. 477–515.

### Letteratura storiografica in spagnolo
- Martínez y Martínez, Matías Ramón (Edición: Fernando de Valdés Fernández) Historia del reino de Badajoz durante la dominación musulmana 2007 Editorial: Diputación de Badajoz ISBN 978-84-7796-761-3 (edizione originale del principio del XX° secolo)
- Un reyezuelo de Badajoz
- Rebollo Ávalos, María José: La cultura en el reino de Taifa de Badajoz, Ibn'Abdun de Évora (m.530/1135) 1997 Diputación Provincial de Badajoz. Departamento de Publicaciones ISBN 84-7796-815-2
- Díaz Esteban, Fernando (coord): Bataliús: el reino taifa de Badajoz. 1996 Estudios Letrúmero ISBN 84-921456-1-7 Monografia sulla Taifa di Badajoz
- Díaz Esteban, Fernando (coord): Bataliús II: nuevos estudios sobre el reino Taifa de Badajoz. 1999 Estudios Letrúmero ISBN 84-921456-3-3 Seconda Monografia sulla Taifa di Badajoz
- Vázquez Atochero, Alfonso (2004) Badajoz árabe, el reino aftasí. @becedario, su abecedario.com.es. URL consultato il 29 ottobre 2017 (archiviato dall'url originale il 26 giugno 2012). Badajoz, Editorial Abecedario. ISBN 84-933414-1-X